# Ван-таймер
Ван-таймер — разновидность броска в хоккее с шайбой, при котором игрок бьёт по воротам без подготовки и без обработки шайбы в одно касание по скользящей шайбе. При таком броске велики шансы на гол.

Пример использования ван-таймера

Эффективность такого приёма складывается из следующих составляющих:
1. Большой угол между отдающим пас и пробивающим игроками.
2. Резкая смена направления полёта шайбы
3. Большая скорость шайбы после броска.

Чем больше угол между игроками, тем больше шансы поразить ворота. Шансы забить гол в случае ван-таймера значительно выше, чем при выходе один на один с вратарём. Это особенно проявляется в различных компьютерных хоккейных симуляторах, где рассчитывается вероятность реакции вратаря на бросок.